# Дејна (Северна Каролина)
Дејна (енгл. Dana) насељено је место без административног статуса у америчкој савезној држави Северна Каролина.

## Демографија
По попису из 2010. године број становника је 3.329.
| Група             | 2000.    | 2010.         |
| Белци             | 0 (0,0%) | 2.557 (76,8%) |
| Афроамериканци    | 0 (0,0%) | 36 (1,1%)     |
| Азијати           | 0 (0,0%) | 24 (0,7%)     |
| Хиспаноамериканци | 0 (0,0%) | 659 (19,8%)   |
| Укупно            | 0        | 3.329         |